# Сало, Владимир Геннадьевич
Владимир Геннадьевич Сало (6 февраля 1974, Беловодское, Киргизская ССР, СССР) — советский и кыргызстанский футболист, защитник, футбольный тренер. Выступал за сборную Кыргызстана. Лучший футболист республики 1995 года. Главный тренер ФК "Дордой".

## Биография

### Клубная карьера
Воспитанник республиканского училища олимпийского резерва (Фрунзе). Во взрослых соревнованиях дебютировал в 1991 году в последнем сезоне первенства СССР во второй низшей лиге в составе клуба «Достук» (Сокулук). После распада СССР продолжал играть за эту команду в чемпионате Кыргызстана и в 1992 году стал серебряным призёром. В 1994—1995 годах выступал за «Кант-Ойл», с которым стал двукратным чемпионом Кыргызстана. В 1995 году был признан лучшим футболистом страны.
В 1996 году перешёл в российский «Волгарь» (Астрахань), в его составе за полтора сезона провёл 20 матчей во второй лиге России.
С 1997 года снова играл в Кыргызстане в командах «Динамо» (Бишкек) и «СКА ПВО». В составе армейского клуба становился серебряным призёром национального чемпионата и обладателем Кубка Кыргызстана (1997, 1998). В начале 1999 года снова привлекался в состав бишкекского «Динамо» на Кубок Содружества.
С 1999 года несколько раз переходил в клубы Казахстана — «Шахтёр» (Караганда), «Жетысу», «Тараз». Всего в высшей лиге Казахстана сыграл 54 матча. В составе «Жетысу» также выступал в первой лиге в 2002 году.
В последние годы карьеры продолжал выступать на родине. В составе «СКА ПВО»/«СКА Шоро» в 2000 году стал чемпионом и обладателем Кубка страны, в 2003 году — серебряным призёром и обладателем Кубка, в 2004 и 2005 годах снова завоёвывал серебро. Был капитаном «СКА ПВО». В 2006 году стал серебряным призёром чемпионата в составе «Абдыш-Аты». В первой половине 2007 года играл за «Авиатор-ААЛ». В 2008—2009 годах снова выступал за «Абдыш-Ату», затем прекратил профессиональную карьеру и перешёл на тренерскую работу.

### Карьера в сборной
В национальной сборной Кыргызстана дебютировал 17 апреля 1994 года в матче международного турнира в Ташкенте против Казахстана. Выступал за сборную до 2004 года, сыграв за это время 30 матчей. Долгое время был одним из рекордсменов сборной по числу сыгранных матчей.

### Карьера тренера
С 2010 года работал тренером в системе «Абдыш-Аты».
По состоянию на 2015 год тренировал юношескую (до 19 лет) сборную Кыргызстана, а в 2018 году был ассистентом тренера олимпийской сборной страны. Имеет тренерскую лицензию «А».
В августе 2017 года возглавил клуб высшей лиги Кыргызстана «Кара-Балта». С 2023 года работал ассистентом Максима Лисицына в ФК "Дордой". 19 июня 2024 года был назначен главным тренером клуба.